# Reserva Natural de Katun
A Reserva Natural de Katun (em russo: Катунский заповедник) é uma área protegida na Rússia, localizada nas terras altas na zona central das Montanhas Altai, no Sul da Sibéria. O rio Katun corre através de um vale dentro da reserva, servindo como a principal fonte do rio Ob. A cabeceira do rio Katun origina-se no Monte Belukha, a montanha mais alta da Sibéria, com 4506 metros de altitude, localizada no canto mais oriental da reserva. Katun é um centro de biodiversiade importante a nível internacional, fazendo parte das Montanhas Altai, que são Património Mundial. Esta área protegida encontra-se localizada no Distrito de Ust-Koksinsky, na República Altai.

## Eco-região e clima
A área protegida está situada no prado de Altai, uma eco-região de tundra. Esta eco-região exibe uma sequência completa de zonas de vegetação que variam consoante a altitude, incluindo espetes, florestas de estepes, florestas mistas, vegetação sub-alpina e vegetação alpina. A região é também um importante habitat para o ameaçado Leopardo das Neve e também para as suas presas.
O clima desta reserva é um clima alpino, caracterizado por uma temperatura na qual, pelo menos durante um mês por ano, a temperatura sobe até ao ponto em que a neve começa a derreter (0º C), apesar de nenhum mês ter uma temperatura média superior a 10º C.

## Flora e fauna
A reserva possui 700 espécies de plantas, 51 espécies de mamíferos, 140 de aves, três tipos de répteis e oito espécies de peixes. As espécies ameaçadas de extinção incluem o lírio-de-faia, a peónia, e o leopardo-das-neves.

## Eco-turismo
Por se tratar de uma reserva natural estrita, ela é fechada ao público em geral, embora os cientistas e aqueles com finalidades de educação ambiental possam fazer acordos com a gerência do parque para a organização de visitas. No entanto, existem rotas eco-turísticas na reserva que estão abertas ao público, contudo exigem uma licença. O escritório da reserva encontra-se na cidade de Ust-Cox. Os responsáveis pela reserva conduzem as caminhadas eco-turísticas ao lago de Multinskiye, com com grupos a serem organizados às 11:00 no período entre Julho e Setembro.